# Zénaïde Ioussoupov (1809-1893)
Ne doit pas être confondu avec Zénaïde Ioussoupov (1861-1939) de la même famille.
Zénaïde Ivanovna Youssoupova (en russe : Зинаида Ивановна Юсупова, née Narychkine à Moscou le 2 novembre 1809 et morte à Boulogne-Billancourt le 27 octobre 1893) est une aristocrate russe.

## Biographie
Elle est la fille d'Ivan Dmitriyevitch Narichkine et de Varvara Ivanovna Ladomirskaya ; dame d'honneur elle a rencontré le prince Boris Ioussoupov, à Moscou lors des célébrations du couronnement de 1826.

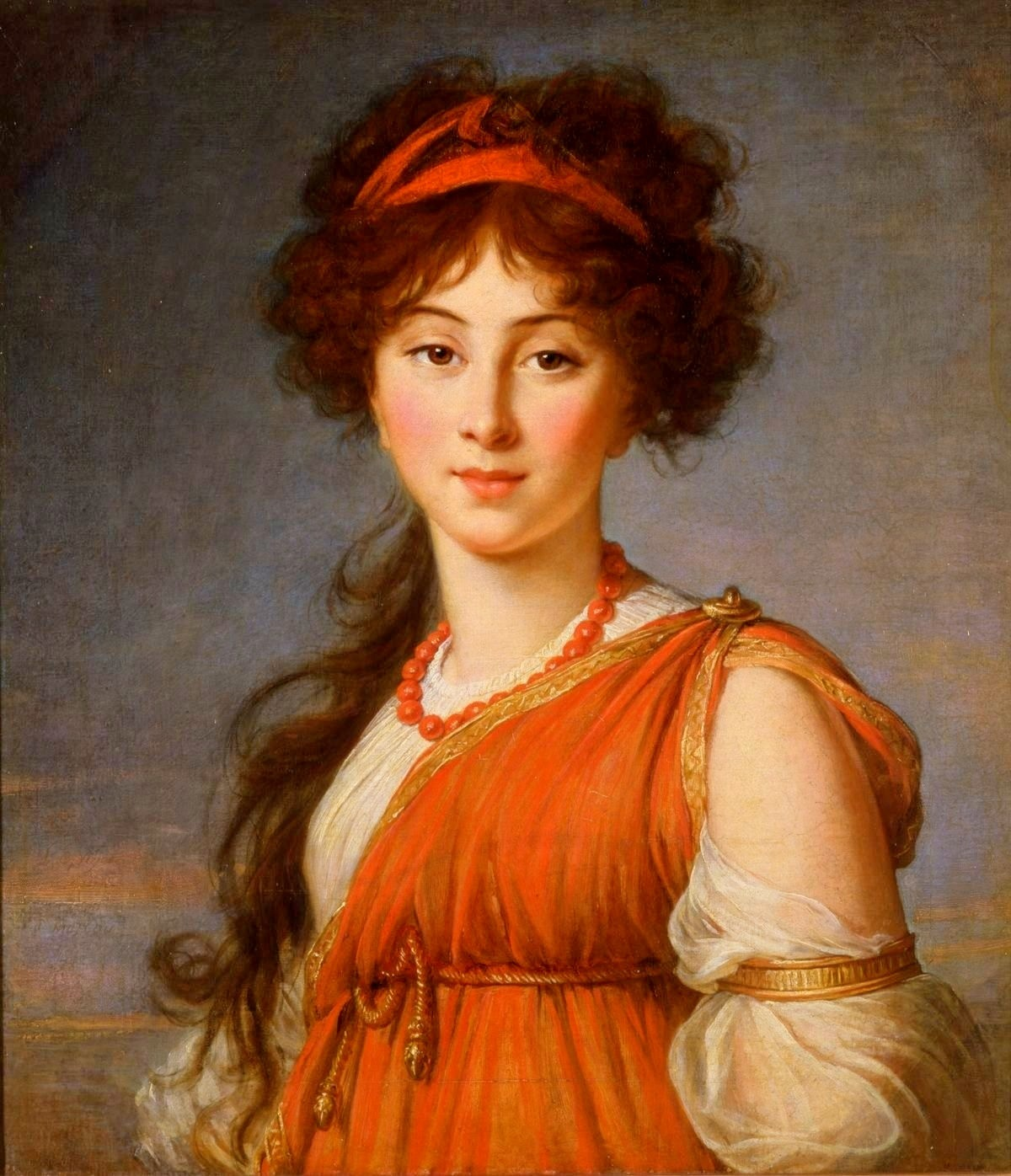
Varvara Ivanovna Narichkine.

La princesse Zénaïde, seconde épouse du prince Boris Nikolaïevitch Ioussoupov, fut remariée au comte de Chauveau.

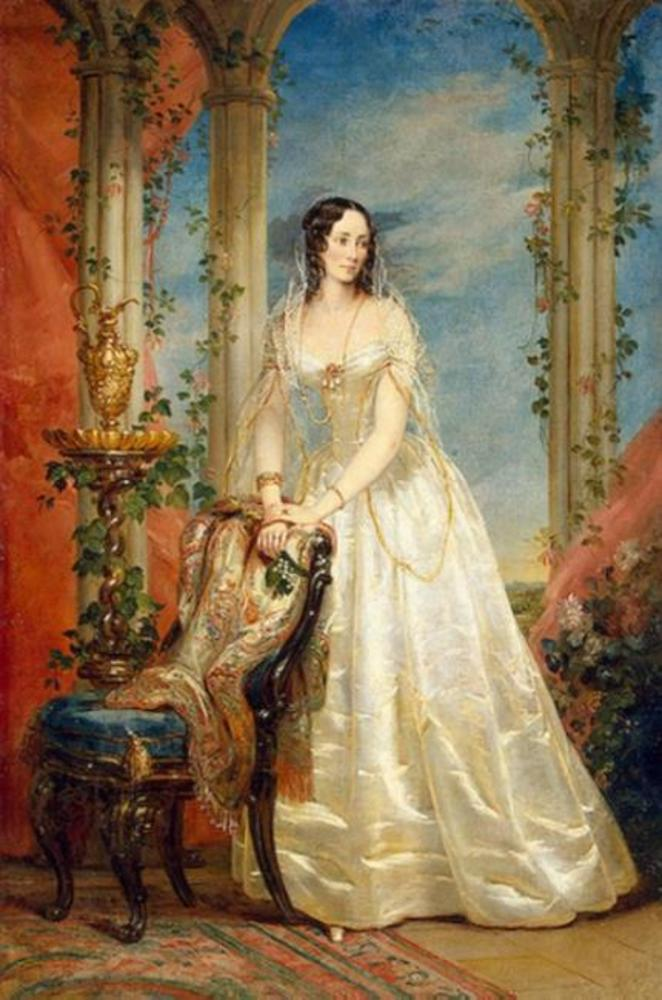
Son portrait au musée de l'Ermitage.
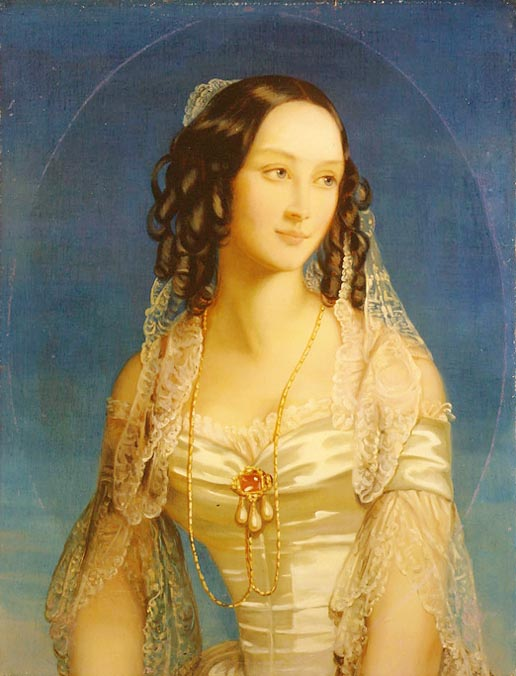
Portraits par Christina Robertson
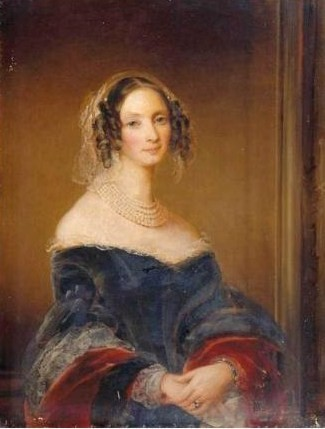
et au Château de Kériolet.
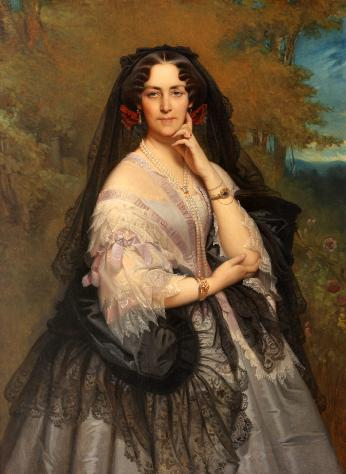
Celui de Franz Xaver Winterhalter.